# Garcinia aristata
Garcinia aristata là một loài thực vật có hoa thuộc họ Clusiaceae.
Loài này chỉ có ở Cuba. Chúng hiện đang bị đe dọa vì mất môi trường sống.